# 모자이크 가든

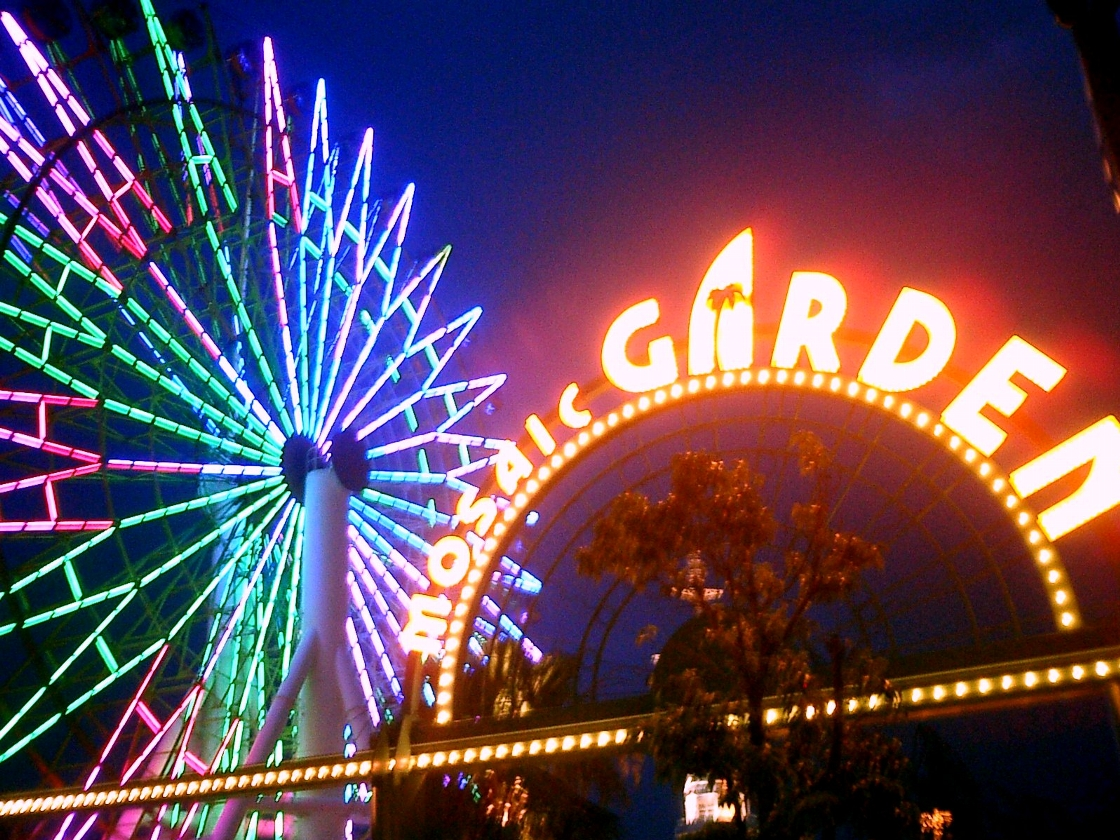
모자이크 가든

모자이크 가든(일본어: モザイクガーデン, 영어: Mosaic Garden)은 효고현 고베시에 있는 미니 유원지이다.

## 개요
고베 항에 접한 복합 상업시설 고베 MOSAIC의 남쪽에 1995년 고베 MOSAIC에 한신·아와지 대지진으로부터 부흥의 상징으로 오픈했다. 레스토랑배 고베 콘체르토가 발착하는 고베 항 다카하마 부두에 자리잡고 있으며, 부두 지역을 감상 할 수 있다. 2012년 3월 15일 미니 코스터의 운행이 종료되었으며, 5월6 일에 관람차 이외의 모든 관광 명소의 운행이 종료되었다. 전통적인 매력을 해체한 부지에는 2013년 4월 19일 호빵맨 테마파크와 상업시설로 구성된 고베 호빵맨 어린이 박물관 & 몰을 개업했다.